# Jiří Olič
Jiří Olič (* 23. dubna 1947 v Horní Libině) je český básník, prozaik, esejista a literární kritik. Od roku 1976 žije v Bratislavě, po roce 1995 střídavě také v Dlouhé Loučce na Olomoucku. Středoškolské vzdělání získal na Střední zemědělsko-technické škole v Olomouci, poté pokračoval studiem na Agronomické fakultě Vysoké školy zemědělské v Brně, kde získal roku 1973 titul Ing. Do roku 1989 pracoval jako agronom, poté jako redaktor v časopisech Fragment K a Kultúrny život. Působil také v nakladatelstvích Paseka a Votobia a v olomouckém Muzeu umění (je autorem několika recenzí k výstavám Muzea umění Olomouc, např. Josef Lada – Masopust v lese, Kamil Lhoták – Dvě montgolfiéry
).
Je držitelem ceny Toma Stopparda (1994) a rytířem Řádu zelené berušky.

## Dílo

### Příspěvky v časopisech
V 70. a 80. letech přispíval do samizdatových časopisů Koruna, Kontakt, Vokno, Revolver Revue, Pražská komunikace, Střední Evropa, Doutník, Listopad, Někdo něco, Výběr zajímavostí z domova i ciziny.
Po roce 1989 publikoval ve Fragmentu, Architektu, Slovenských pohľadech, Proglasu, Literárních novinách, Výtvarném umění, Profilu, Respektu, Souvislostech, Boxu, Kurzu, Ateliéru, Umění a řemeslech, Kritické Příloze Revolver Revue, Mladé frontě Dnes, v Lidových novinách atd. V současné době (mimo jiné) přispívá do dvouměsíčníku Listy.

### Knihy
Počátek Oličovy tvorby charakterizuje především tvorba básnická. Později se Olič profiluje také jako demlolog a váchalolog (viz Vědecké práce), jako výtvarný kritik, a nakonec také jako prozaik. Na počátku devadesátých let se začal plně věnovat žánru, který je mu nejbližší, a sice ironickému komentáři.
Mezi Oličova nejvýznamnější díla patří soubor Marná snaha (1992), který obsahuje kritické glosy, eseje a parodickou prózu a vyznačuje se naivismem a tematickým zaujetím banalismem, populární kulturou a kýčem. Další osobitou knihou je Molitan (2000), ve které autor polemizuje s moderní „televizní“ kulturou formou aforismů a miniesejů. Sbírka Velký strážce (1995) se vyznačuje úmyslnou rezignací na morální a intelektuální poslání a obsahuje charakteristicky nonsensové aforismy. Podobným způsobem parodoval i žánry umělecké autobiografie v knize Život je nuda (1996), kde se mnohdy žánrově přiblížil perzifláži Ivana Wernische. Významná je i vzpomínková kniha Volyňský dalekohled (2006), kde Olič popisuje putování svého dědečka a prvních Čechů na tehdy ruskou Volyň na přelomu 19. a 20. století.
Olič je také autorem dvou sbírek medailonů domácích i zahraničních výtvarníků 20. století s názvy Pomocný slovník českých a výtvarných umělců a Klíč k moderně, které jsou charakteristické svým lyrickým a anekdotálním charakterem.

### Samizdat
Lahvování moře (1980, soubor esejů)
Básnické sbírky: Čechy, Morava, Slezsko (1978), Mizérie (1979), Letní romance (1981), Velká většina (1983), Komando deště (1984), Spojené státy nebeské (1985), Ornamenta, Půlnoční strana, To bylo básní na růže, Slzný plyn (vše 1988), Tanec smrti, Jeleni, troubící jeleni (obě 1989), Amerika, Letní romance. Komando deště (1989).
Vědecké práce: Čtení o Jakubu Demlovi (1984, 1987), Průvodce životem a dílem Josefa Váchala (vznik 1986, b. d., doslov datován 1988), Nový slovník výtvarných umělců Československa (1984), Sen jeden svítí (samizdatový výbor z lyriky Jakuba Demla, uspořádaný ve spolupráci s Jindřichem Chalupeckým).

### 90. léta – současnost
Marná snaha (PP, BB, Bratislava 1992);...nejlépe tlačiti vlastní káru sám. Život Josefa Váchala (1993); Čtení o Jakubu Demlovi (1993); Velký Strážce (sbírka aforismů, 1995); Pomocný slovník českých a slovenských výtvarných umělců (1995); Klíč k moderně (1996); Život je nuda (1996); Gloria (1997); Neznámý Váchal. Život umělce (2000); Molitan (2000); Jos. Lada (2003); Volyňský dalekohled (2006), Velkého strážce pozdní sběr (2011).
Jiří Olič také uspořádal řadu výborů (především z korespondence J. Demla a J. Váchala) a je autorem několika příspěvků do almanachů a sborníků. Na slova jeho aforismů napsal slovenský skladatel Martin Burlas operu Kóma (2007).